# Scuola internazionale di teatro Jacques Lecoq
La Scuola internazionale di teatro Jacques Lecoq (École internationale de théâtre Jacques Lecoq) è una scuola di teatro fisico situata nel decimo arrondissement di Parigi. Fondata nel 1956 da Jacques Lecoq la scuola prevede un corso professionale di due anni.
Il corso professionale è incentrato sul corpo, sul movimento e sullo spazio come basi essenziali per impostare la performance teatrale e per preparare gli studenti al lavoro di gruppo.
Al primo anno di corso vengono ammessi novanta studenti da tutte le parti del mondo; al secondo anno invece vengono ammessi solo trenta studenti tra coloro che hanno superato il primo anno. Le lezioni, malgrado professori di altre nazionalità, sono in francese.

## Programma dei due anni
Il primo anno è dedicato allo studio del movimento e alla capacità di riprodurlo attraverso il proprio corpo. 
Jacques Lecoq diceva: 
Oltre a rinnovare la propria visione del mondo attraverso l'osservazione e lo studio degli elementi naturali (acqua, fuoco, aria, terra), degli animali, delle parole, dei suoni e dei colori, gli studenti sono anche incoraggiati a riscoprire se stessi attraverso l'uso della maschera neutra e con esercizi idonei a far emergere le loro abitudini e tendenze, migliorando quindi la loro presenza scenica.
Il secondo anno è dedicato all'approfondimento dei vari generi teatrali come il melodramma, la Tragedia antica, la pantomima, la Commedia dell'arte e la clowneria.

## Lezioni
In genere ogni giorno gli studenti assistono a tre lezioni diverse:
1. Analisi del movimento. Include training di preparazione fisica e analisi dei 20 movimenti essenziali, acrobatica e giocoleria.
2. Improvvisazione.
3. Corso autonomo. Ogni venerdì gli studenti devono presentare davanti a tutta la scuola e agli insegnanti la performance su cui hanno lavorato a gruppi durante la settimana; ogni settimana il tema si differenzia in base a ciò che stanno studiando nelle altre lezioni. Il processo di collaborazione e di realizzazione all'inizio è molto frustrante, poco a poco però gli studenti si uniscono e si impegnano al fine di una creazione collettiva. Con questo metodo riescono ad approfondire la conoscenza di sé e ad imparare come lavorare con gli altri.

## LEM - Laboratorio di studio del movimento
Oltre ai due anni di corso professionale, la scuola offre un ulteriore anno di corso dedicato alla scenografia e alle arti plastiche sempre incentrato sullo studio del movimento. 
Il LEM è diviso in due parti: una, dedicata al movimento corporeo, si svolge nelle sale della scuola; l'altra si svolge in atelier per riprodurre le dinamiche del movimento attraverso la pittura, la costruzione di strutture in legno e in cartone e la lavorazione dell'argilla. Quindi si studiano il corpo e il viso in relazione allo spazio, si studiano i colori e i materiali per poi passare alla costruzione delle maschere.